# Kroniki Pradawnego Mroku
Kroniki pradawnego mroku – sześciotomowy cykl powieści fantasy autorstwa angielskiej pisarki Michelle Paver, których akcja rozgrywa się 6 tysięcy lat temu, w epoce kamiennej. Bohaterem sagi jest 12-letni chłopiec imieniem Torak, syn szamana klanu wilka, wraz z jego nieodłącznym towarzyszem Wilkiem. Jego plemię zamieszkuje mroczny, niekończący się Las, toczy nieustanny bój o przetrwanie w tym niegościnnym świecie, pełnym tajemnic i potężnej, wszechobecnej magii. Dotychczas w Polsce wydano 6 części Kronik Pradawnego Mroku – jest to Wilczy brat (2005), Wędrujący duch (2006), Pożeracz Dusz (2007), Wyrzutek (2008), Złamana Przysięga (2009), oraz najnowszy i ostatni tom cyklu – Tropiciel Duchów (2010).

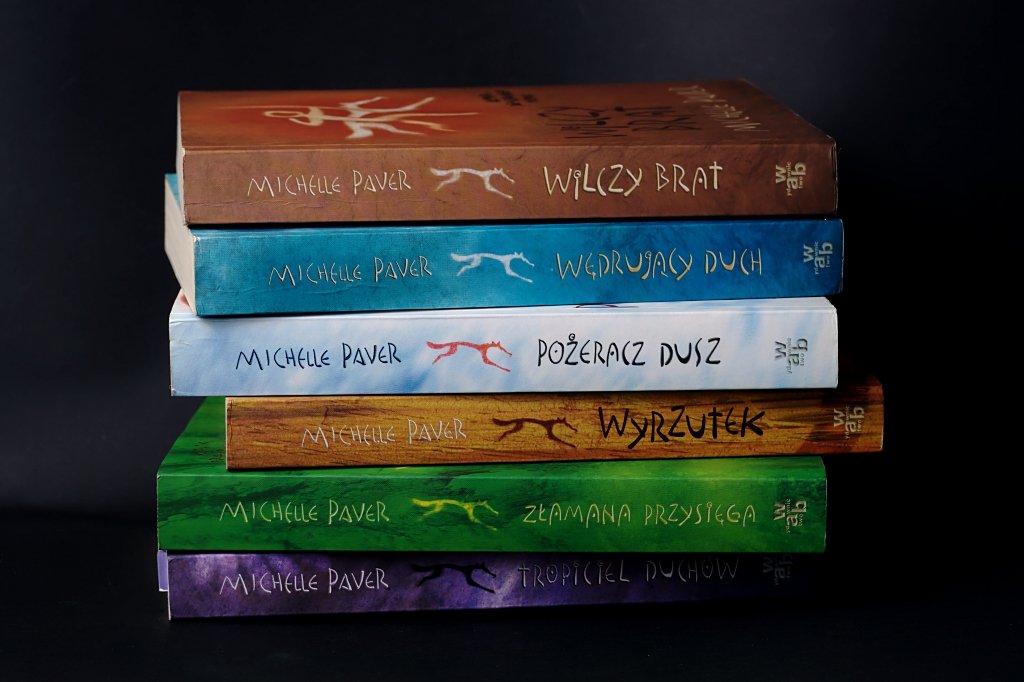
Kompletna seria "Kroniki Pradawnego Mroku" autorstwa Michelle Paver

## Wilczy Brat
Kiedy ojciec Toraka umiera, zraniony przez niedźwiedziego demona, oddaje mu swój nóż, i poleca udać się na Górę Duchów – mistyczne miejsce którego nikt jeszcze nie widział. Poleca mu także trzymać się z dala od ludzi i obiecuje, że chłopak znajdzie przewodnika.w drodze do Góry chłopak musi odnaleźć Nanuak (przedmioty o potężnej mocy i sławie Góry Duchów),  w czym pomagają mu Renn, dziewczyna z klanu kruka i tajemniczy, niezwykły przewodnik.